# روور (آرکانزاس)
روور (به انگلیسی: Rover) یک منطقهٔ مسکونی در ایالات متحده آمریکا است که در شهرستان یل، آرکانزاس واقع شده‌است. روور ۱۲۰٫۰۹ متر بالاتر از سطح دریا واقع شده‌است.